# Immetalia brevimacula
Immetalia brevimacula là một loài bướm đêm trong họ Noctuidae.